# 沃馬克 (伊利諾伊州)
沃馬克（英語：Womac）是位於美國伊利諾伊州馬庫平縣的一個非建制地區。該地的面積和人口皆未知。

## 地理
沃馬克的座標為39°16′17″N 89°47′17″W / 39.27139°N 89.78806°W，而該地的平均海拔高度為195米（即640英尺）。